# Padma Thrinley
Padma Thrinley, född oktober 1951, även känd som Padma Choling, är en kommunistisk tibetansk-kinesisk politiker.
Han tog värvning i Folkets befrielsearmé 1969 och gick med i Kinas kommunistiska parti 1970. Sedan han lämnat armén 1986 började han tjänstgöra i Tibets lokalregering och studerade en tid vid Centrala partiskolan i Peking. 
I januari 2010 blev han utnämnd till ordförande i den autonoma regionen Tibet.